# Judy Winterová
Judy Winterová, nepřechýleně Judy Winter (4. leden 1944), narozená jako Beate Richard ve městě Friedland in Oberschlesien (nyní Korfantów v jižním Polsku, v Opolském vojvodství), je německá herečka, žijící v Berlíně. Hrála v několika desítkách filmů, TV filmů a také v řadě německých televizních seriálů. Za své role získala několik filmových ocenění.
Českým divákům je známá např. z pohádky Šípková Růženka natočené v koprodukci Československa a Německa (role královny), z filmu Lékařky, z krimi seriálu Volffův revír nebo krimi filmu Inspektor Beck v Budapešti, kde hlavní roli hrál známý britské herec Derek Jacobi. Hrála též v šestidílném francouzském seriálu Černá ovce.

## Výběrová filmografie

### Filmy
- 1995 Komu patří Tobias?
- 1990 Šípková Růženka (pohádka, koprodukce Německo, Československo): role královny
- 1984 Lékařky (Ärztinnen): koprodukce SRN, NDR, Švédsko, Švýcarsko
- 1981 Inspektor Beck v Budapešti (koprodukce SRN, Švédsko, Maďarsko): podle románu švédské autorské dvojice Maj Sjöwallová, Per Wahlöö, který česky vyšel pod názvem Muž, který se vypařil
- 1974 Lord z Barmbecku
- 1971 Láska je jen slovo: film podle stejnojmenného románu rakouského spisovatele Johanna Maria Simmela z roku 1963

### TV filmy
- 2020 Familie Bundschuh im Weihnachtschaos
- 2020 Lang lebe die Königin
- 2019 Familie Bundschuh - Wir machen Abitur
- 2018 Ihr seid natürlich eingeladen
- 2018 Passagier 23 – Verschwunden auf hoher See
- 2012 Mutter muss weg
- 2005 Most k srdci
- 2003 Vražedný odpočet
- 2000 Něžný vrah
- 1996 Ďábelský anonym
- 1978 Strach

### Animované filmy
- 2016: Příšerka Molly: namluvila hlas maminky Molly

### TV seriály
- 2017 In aller Freundschaft (TV seriál)
- 2012 SOKO Wismar (TV seriál)
- 1993 Ein unvergeßliches Wochenende (TV seriál)
- 1992 Sterne des Südens (TV seriál)
- 1991 Tod auf Bali (TV seriál)
- 1986 Der Schatz im Niemandsland (TV seriál)
- 1985 Von einem, der auszog (TV seriál)
- 1985 Černá ovce (TV seriál)
- 1984 Zwei schwarze Schafe (Geschichten aus Kalmüsel) (TV seriál)
- 1981 Fall Maurizius, Der (TV seriál)
- 1976 Notsignale (TV seriál)
- 1976 Partner gesucht (TV seriál)

### Dokumentární
- 2011 German Grusel – Die Edgar Wallace-Serie

## Ocenění
Za svou tvorbu získala řadu filmových ocenění, např.:
- 1977: Goldene Kamera (Zlata kamera) za dabing Liv Ullmannové ve švédském filmu Scény z manželského života (režie Ingmar Bergman): poprvé a zatím naposledy, kdy tato německá filmová cena byla udělena za dabing.
- 1984: Eberswalde Film Festival, cena poroty, nejlepší herečka v hlavní roli ve filmu Lékařky.
- 2013: Auszeichnung der Deutschen Akademie für Fernsehen (Německá televizní filmová cena) za hlavní ženskou roli v televizním filmu Mutter muss weg.
- nominace v kategorii nejlepší herečka v hlavní roli za filmy Láska je jen slovo a Und Jimmy ging zum Regenbogen, oba z roku 1971.